# Sociedade Paranaense de Ensino e Informática
A Sociedade Paranaense de Ensino e Informática ou SPEI era uma instituição de ensino localizada em Curitiba, Paraná. Possuía mais de 2.300 alunos, apresentando uma marca histórica de mais de 15.000 alunos formados.

## História
A Sociedade Paranaense de Ensino e Informática, SPEI, mantenedora das Faculdades SPEI, fundada em julho de 1983 para estabelecer em Curitiba, Paraná, uma instituição de ensino que realmente pudesse contribuir significativamente para a realização profissional de alunos que iniciavam a tão promissora área de Processamento de Dados, hoje Informática. 
Em 1987, a mantenedora recebeu autorização para estabelecer sua Faculdade de Ciências e Informática, juntamente com o seu primeiro curso superior, de Administração de Empresas, Habilitação Geral com ênfase em Informática. Logo em seguida, ainda em 1987, foi também autorizado o curso de Tecnólogo em Processamento de Dados.
No ano de 1991, já com cursos de Pós-Graduação em funcionamento e diversos cursos técnicos específicos na área de informática, a mantenedora decidiu alterar o nome da Faculdade de Ciências e Informática para Faculdades SPEI, consolidando seu nome no mercado.
Durante estes anos todos a SPEI estabeleceu-se em 3 endereços, constituiu o Colégio Técnico SPEI, obteve autorização e reconhecimento de um total de 7 cursos superiores, implementou diversos cursos de pós-graduação, criou o Instituto SPEI – Tecnologia e Desenvolvimento Ltda. e executou diversos projetos acadêmicos e culturais, contribuindo significativamente com a cidade de Curitiba e Região Metropolitana.
Em 2003 os mantenedores das Faculdades SPEI assumiram a mantenedora da Faculdade Paranaense de Administração – FPA, onde era ofertado um curso de Administração e outro de Turismo. O processo de mudança de Mantença foi oficializado pela Portaria do MEC nº 614, de 28 de fevereiro de 2005.
Em 1985, realizou o primeiro vestibular para o curso de Analista de Sistemas. Este "vestibular" foi realizado sem a devida autorização dos órgãos competentes, os aprovados neste vestibular foram diplomados como curso livre e sem graduação.

## Diplomas falsos
Em 2016, o grupo SPEI foi vendido para o Grupo Digamma Educacional, sendo uma parte da Italma Holding, ambas tendo o Sr. José Caitano Neto. Junto com a SPEI, outras duas faculdades de Curitiba também foram incorporadas ao grupo Digamma, sendo a FACEL e a ESB (Estação Business School).
Todos os funcionários foram desligados das instituições sem a menor satisfação, não recebendo seus devidos acertos e baixa na carteira, levando assim a inúmeros ex-colaboradores e procurar a justiça do trabalho, movendo ações contra todo o grupo e a pessoa física do então presidente Caitano.
Em 2018, mais precisamente em 28 de março, a polícia desmontou um esquema de venda de diploma falsos nas faculdades do grupo Digamma integrantes do esquema foram presos em flagrante.